# 500원 동전
500원 동전은 대한민국의 중앙은행인 한국은행에서 발행하는 대한민국 원 동전 가운데 하나이다.

## 디자인
앞면에는 대한민국에 서식하는 철새 가운데 하나인 두루미(학)가 그려져 있고 500원을 뜻하는 "오백원"이라는 글이 쓰여져 있다. 뒷면에는 500원을 뜻하는 아라비아 숫자 "500"과 제조 연도, "한국은행"이라는 글이 쓰여져 있다. 소재는 백동(구리 75%, 니켈 25%), 무게는 7.70g, 지름은 26.50mm, 두께는 2.00mm이며 테두리에는 톱니무늬 120개가 새겨져 있다. 동전에 그려진 두루미는 날고 있는 모습을 띠고 있는데 이는 "제2의 경제 도약"과 "국제 사회에서 도약하는 대한민국"을 의미한다.

### 변천사
- 1982년 6월 12일: 가 500원 동전 발행. (소재: 백동(구리 75%, 니켈 25%), 무게: 7.70g, 지름: 26.50mm, 두께: 2.00mm, 테두리: 톱니무늬 120개, 도안 소재: 앞면 - 두루미(학)·액면 단위의 한국어 표기(오백원), 뒷면 - 액면 숫자·중앙은행의 한국어 표기(한국은행)·발행 연도)

## 역사
1982년 1월 21일에 한국은행이 기존의 500원 지폐를 대체하기 위한 차원에서 500원 동전 발행 계획을 승인했으며 1982년 6월 12일에 500원 동전이 최초로 발행되었다. 한국은행은 1983년 1월 15일에 디자인 양식을 500원 동전에 맞춰서 수정한 1원 동전, 5원 동전, 10원 동전, 50원 동전, 100원 동전을 발행했다.
한국은행은 원래 1998년에 56,000,000개 정도의 500원 동전을 발행할 계획을 세웠으나 1997년 12월 3일에 일어난 대한민국의 IMF 구제금융 요청의 영향으로 인하여 대한민국의 여러 지역에서 동전 모으기 운동이 일어남에 따라 취소했다. 대신 한국은행은 대한민국의 여러 지역에서 500원 동전을 대량으로 회수하는 한편 증정용 주화 세트 제작을 위하여 500원 동전을 약 8,000개 정도만 제작했다. 이 때문에 1998년에 발행된 500원 동전 가운데 시중에 유통되고 있는 것은 약 1,000개 정도에 불과한 것으로 추정되며 희소성이 높아서 1개당 수백만 원 정도에 거래되고 있다.

## 위변조 문제

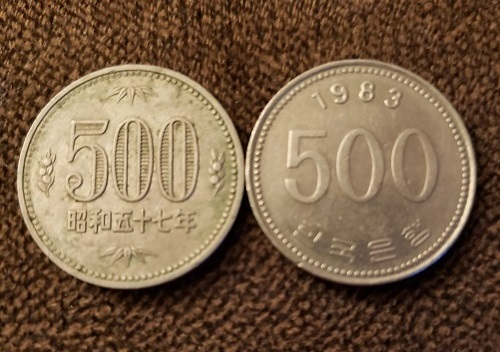
일본의 500엔 동전(왼쪽)과 대한민국의 500원 동전(오른쪽)

1990년대 말에 일본에서는 대한민국의 500원 동전이 일본의 500엔 동전과 모양, 크기, 소재, 무게(일본의 500엔 동전의 소재: 백동(구리 75%, 니켈 25%), 무게: 7.20g, 지름: 26.5mm)와 비슷해서 자동 판매기에 악용하는 범죄 사례가 많았다. 변조된 500원 동전은 주로 동전의 표면을 전기 드릴로 깎거나 구멍을 뚫어서 무게를 줄인 경우가 많았는데 범인들은 주로 일본의 여러 지역에 설치된 자동 판매기에 변조된 500원 동전을 넣은 뒤에 반환 레버를 돌려서 500엔 동전으로 바꾸는 수법을 많이 사용했다.
일본 경시청에서는 중국인, 한국인을 비롯한 외국인 화폐 위조범들이 일본 현지에서 대한민국의 500원 동전을 비롯한 외국 동전들을 변조하여 자동 판매기를 통해 일본의 500엔 동전으로 바꾸는 범죄에 가담한 것으로 판단했다. 이러한 사건들 때문에 일본의 여러 지역에서는 한동안 자동 판매기에서 500엔 동전 사용을 금지시켰으며 1999년에는 일본 정부가 500엔 백동화 발행을 중단하는 결정을 내렸다. 2000년에는 일본에서 소재를 바꾸고 위변조 방지 요소를 추가한 500엔 니켈 황동화(소재: 니켈 황동(구리 72%, 아연 20%, 니켈 8%), 무게: 7.00g, 지름: 26.5mm)가 발행되었다. 하지만 일본의 500엔 동전은 대한민국 돈으로 5000원 지폐 1장과 상당하며 500원 동전은 일본의 50엔 동전 하나의 가치와 거의 같다.
2000년 당시 일본으로 입국하게 될 때 500원 짜리 동전의 반입이 예상된다면 "주의하라! 위변조 이슈가 되므로 500원 주화를 들고가기가 두렵다면 가까운 은행에서 엔화나 위안화 등으로 바꾸어달라. 또한 공항, 항만, 여객선의 선내 편의시설 등지에서 500원 이하의 모든 주화를 엔화나 미국 달러 계열의 하위 통화인 센트 계열 주화 등으로 바꿀 수 있도록 하자."라는 의견을 제시하는 경우도 있다.

### 판례
- 피고인들이 한국은행발행 500원짜리 주화의 표면 일부를 깎아내어 손상을 가하였지만 그 크기와 모양 및 대부분의 문양이 그대로 남아 있어, 이로써 기존의 500원짜리 주화의 명목가치나 실질가치가 변경되었다거나, 객관적으로 보아 일반인으로 하여금 일본국의 500￥짜리 주화로 오신케 할 정도의 새로운 화폐를 만들어 낸 것이라고 볼 수 없고, 일본국의 자동판매기 등이 위와 같이 가공된 주화를 일본국의 500￥짜리 주화로 오인한다는 사정만을 들어 그 명목가치가 일본국의 500￥으로 변경되었다거나 일반인으로 하여금 일본국의 500￥짜리 주화로 오신케 할 정도에 이르렀다고 볼 수도 없다[16].

## 같이 보기
- 500엔 동전 : 위조 주화 문제로 골머리를 앓은 사례로, 거의 끝판왕임.
- 10밧 동전, 2유로 동전 : 같은 바이메탈화로, 위조에 대한 이슈가 제일 큰 현안
- 100원 동전, 100엔 동전, 1페소 동전 : 100원 주화의 위조 문제에 대한 여러가지 이슈가 있는 것으로 보임.